# Erebia morio
Erebia morio är en fjärilsart som beskrevs av Giorna 1791. Erebia morio ingår i släktet Erebia och familjen praktfjärilar. Inga underarter finns listade i Catalogue of Life.